# Accademia degli Erranti
L'Accademia degli Erranti fu un'accademia letteraria fondata a Brescia nel 1619 da un gruppo di intellettuali.

## Storia
La sede dell'accademia fu presso il Teatro Grande, area concessa dalla repubblica di Venezia nel 1643.
Tra i letterati che vi presero parte si annoverano Ottavio Rossi, Pietro Paolo Ormanico, Carlo Francesco Pollarolo, Bartolomeo Dotti. Tra i musicisti compare Francesco Corbetta. Fortunato da Brescia fu incaricato di una lettura di matematica nel 1734.